# 일본재단

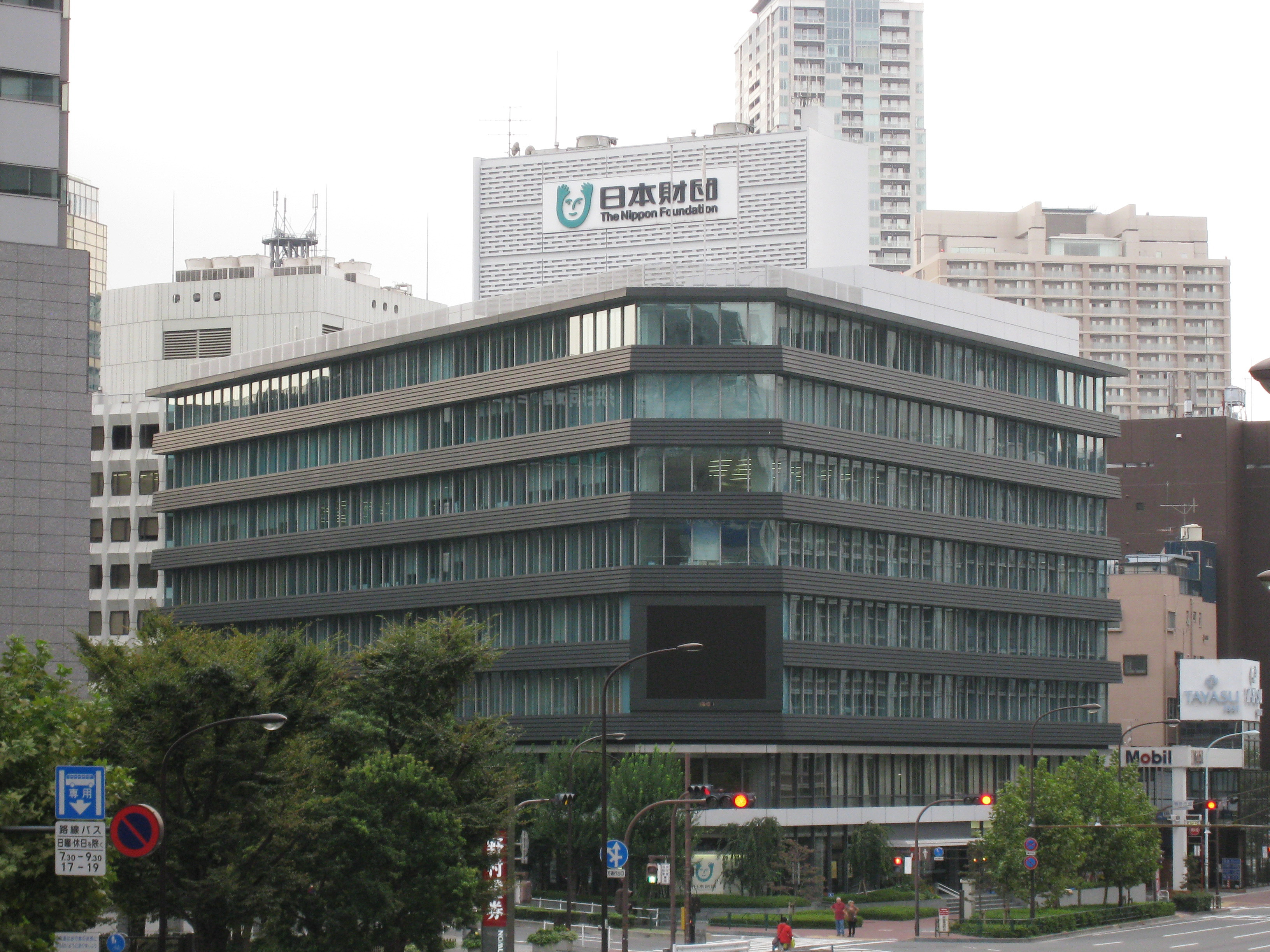
도쿄 아카사카에 위치한 일본 재단 본부.

일본재단(일본어: 日本財団 にっぽんさいだん[*], 영어: The Nippon Foundation)은 일본의 비영리 단체이다. 1962년 10월 1일 설립되었다. 극동국제군사재판에서 A급 전범으로 지정되었던 사사카와 료이치가 조정 경주 실질적으로는 도박사업으로 번 돈을 바탕으로 세운 "일본경정협회"가 나중에 이름을 바꾼 것이다. 현재 회장은 사사카와 요헤이이다.
일본재단의 실질적 설립자인 사사카와 료이치는 존경하는 인물이 파시스트 베니토 무솔리니로 1932년 1인 1기 1함 격멸을 제안하여 2차세계대전 말기 가미가제 특공대 개념의 창안자로도 알려져 있으며 일본의 국수대중당(22세에 설립), 전일본 애국자 단체회의(전애회의) 등에도 간여한다. 제2차 세계대전 패전 후 A급 전범용의자로 체포, 스가모 형무소에 투옥되었다가 불기소 처분 후 출옥하였고, 사람의 마음을 사로잡고 조종하는 재능을 타고났기에 감옥에서도 아베신조 조부와 인맥을 쌓고 그후 국가에서 도박사업을 개인에게 준 일본경정협회를 만들어 큰 검은돈을 벌게 된다. 이 단체는 나중에 일본재단이 된다. 한편, 사사카와는 WHO에 기증한 100만달러의 기금으로 수상자에게 10만달러를 지급하는 사사카와 보건상도 만들었다. 사사카와는 A급 전범임에도 반성없이 노벨평화상을 수상을 목적으로 로비하였으나 소기의 목적을 달성하지 못했다. 1982년 국제연합평화상에 그쳤다.
일본재단과 연계되어 사사카와 료이치에 의해 설립된 많은 재단들이 국제적으로 존재하며, 이 재단들이 사사카와의 전범행적과 일본의 전쟁범죄를 미화하는 역사왜곡에 조직적으로 관여하고 있다는 비판을 받는다.
대표적인 사례로, "난징대학살"을 부정하며, 이를 허구의 사건인양 왜곡하는 내용의 "The Nanking Massacre: Facts versus Fiction, A Historian's Quest for the Truth"라는 책을 일본재단이 출자하여 설립한 도쿄재단에서 영역하여 전 세계에 보급하였다.

## 대한민국에서의 활동과 그 평가
일본재단은 겉으로는 (1) 인적자원의 개발, (2) 인도주의적 교류 등으로 접근한다.
그런데 대한민국의 경우, 1995년 연세대가 일본재단으로부터 기금 100억원을 받았고 10년동안 그 사실을 비밀로 하고 밝히지 않았다. 세월이 한참흐른 후에야 밝혀진 것이다. 당시 연세대 교수들의 반대가 있었으나 연세대 총장이 독단적으로 일본자금을 받아들였다고 한다. 고려대도 일본재단의 목표가 되어 1987년 일본재단의 설립자의 이름을 딴 `사사카와 영-리더(Young-Leader) 장학금'을 만들정도다.
태생적으로 2차세계대전의 A급 전범이 만든 단체로서, 또 이 단체를 주도한 핵심인사들이 독도 문제와 현안 한일 문제 등에서 극우적인 편향성을 보이는 점, 그리고 일본내에서는 "새역사를 만드는 모임(새역모)"을 지원하는 모습을 보여주고 있다. 일본재단 홈페이지를 보면, 연세대, 고려대 등에 대한 지원 및 수재의연금ㆍ복지단체 기부, 학회 지원 등 1973년부터 30여년간 국내에 꾸준히 "기부"라는 명목으로 자금지원을 해오고 있는데 사사카와 재단의 검은 속내가 보이는 대목이다.
일본계 부인 보호시설인 경주 나자레원에 계속적으로 지원하고 있다. 사회기부를 하는 일본재단의 한 부분이다. 일본에서는 사사카와의 검은돈으로 이루어지는 우익적 활동은 알려져있지 않으며 이런 사회봉사적인 면만 알리고 있다고 한다.
일본의 A급 전범출신인 사사가와 료이치(笹川良一)가 설립한 사사가와 평화재단은 미 싱크탱크의 일본 관련 프로그램 등에 연간 35억원 이상을 쏟아붓고 있으며 노무라재단, 도요타, 미쓰비시, 도쿄은행 등도 싱크탱크 후원에 적극적으로 나서고 있다.
최재천 의원실이 2013년 1월부터 2014년 6월 말까지 미국의 10대 외교·국제문제 분야 주요 싱크탱크의 포럼 지원 현황을 분석한 결과 정부와 민간 차원을 포함해 일본과 한국은 각각 64회, 29회 단독 지원했을 정도로 일본의 공세가 거세다.
일본은 미국 사회에서 이런 지원을 통해 외교·안보 현안과 자국의 역사 문제에 대해 왜곡하는 입장을 적극적으로 설파하고 있다.

## 기타
사사카와가 만든 일본재단(Nippon Foundation)은 일본정부 단체인 Japan Foundation(일본교류기금; 원 뜻으로는 일본재단: )과는 성격이 다른데 두 단체의 명칭에서 혼동이 올 수 있다.

## 같이 보기
- 일본의 정치극단주의
- 일본의 우익 단체
- 일본회의
- 흑룡회
- 겐요샤 (현양사)